# 412 Escuadrilla de Pruebas

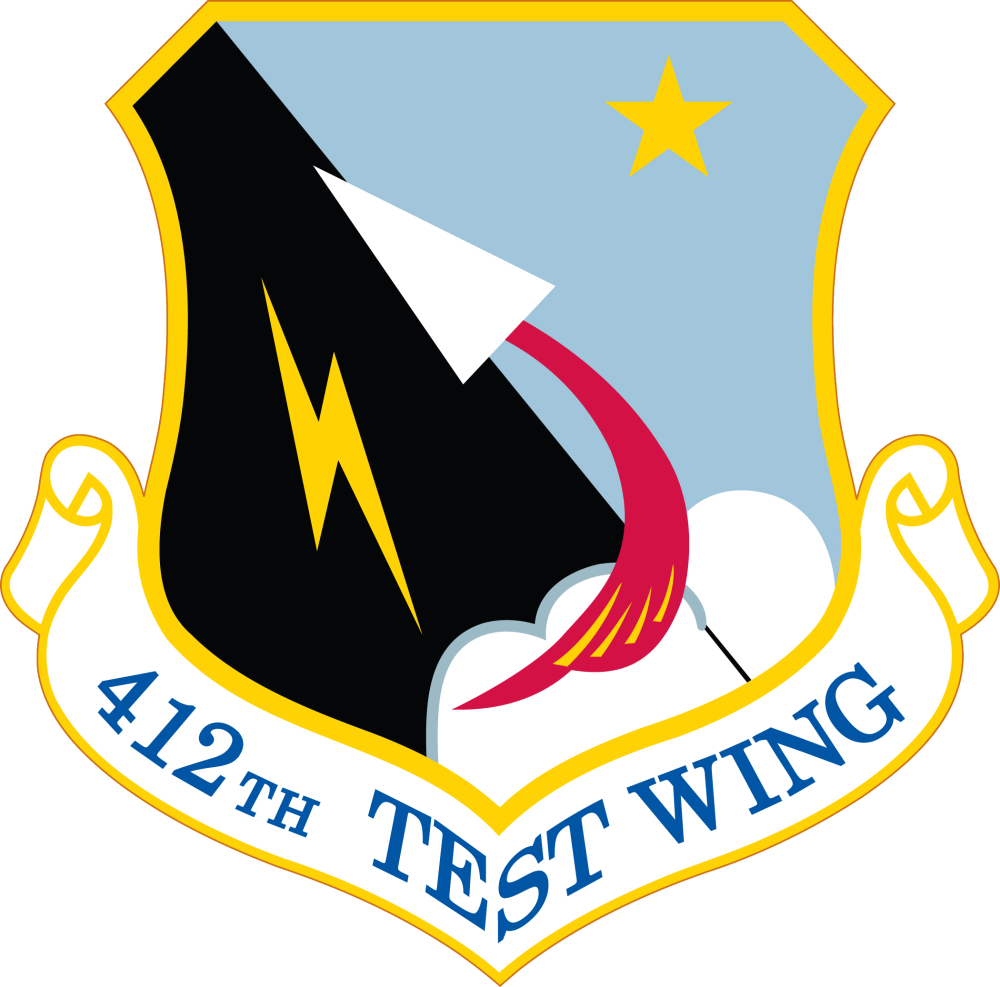
Insignia de 412 Escuadrilla de Pruebas

La 412 Escuadrilla de Pruebas (del inglés, 412th Test Wing) es una escuadrilla de la Fuerza Aérea de Estados Unidos asignada al Centro de Pruebas de Vuelo de la Fuerza Aérea en la Base Aérea de Edwards, en California.

## Información general
La 412 Escuadrilla de Pruebas planifica, analiza e informa sobre todas las pruebas de vuelo en aeronaves por tierra y aire, sistemas de armas, software y componentes así como el modelo y simulación para la Fuerza Aérea de Estados Unidos.
Hay tres componentes principales para esta misión: las operaciones de vuelo, el mantenimiento y la ingeniería.
La escuadrilla mantiene y vuela un promedio de 90 aviones con más de 30 diseños diferentes y realiza más de 7400 misiones (más de 1900 misiones de prueba) anualmente.
La Escuela para Pilotos de Prueba, también forma parte de la escuadrilla de pruebas, en donde los mejores pilotos de la Fuerza Aérea, navegantes e ingenieros de aprender a realizar las pruebas de vuelo y generar los datos necesarios para llevar a cabo misiones de prueba.
La División de Guerra Electrónica y la División de Ingeniería proporciona los componentes centrales para la puesta a punto en misiones de pruebas y evaluación. Proveen las herramientas, el talento y el equipamiento para cada una de las disciplinas básicas de las estructuras para las aeronaves.
- Datos: Q2890830
- Multimedia: 412th Test Wing (United States Air Force) / Q2890830